# Ischnochiton (Haploplax) lentiginosus
Ischnochiton (Haploplax) lentiginosus is een keverslakkensoort uit de familie van de Ischnochitonidae. De wetenschappelijke naam van de soort werd in 1840 voor het eerst geldig gepubliceerd door George Brettingham Sowerby II.